# Tai Pichit
Chuchart Triritanapradit / Chuchart Trairattanapradit / Chucha(r)t Trirattanapradit (thailändisch: ชูชาติ ไตรรัตนประดิษฐ์; * 10. Januar 1963), besser bekannt als Tai P(h)ichit (thailändisch: ต่าย พิจิตร), ist ein ehemaliger thailändischer Snookerspieler und späterer -trainer, der mit einer Unterbrechung von 1994 bis 1999 Profispieler war. Als Amateur gewann er unter anderem die Asienmeisterschaft 1991 und die Amateurweltmeisterschaft 1993.

## Karriere
Tai Pichit lebte zunächst als buddhistischer Mönch, ehe er sich für ein Leben als Snookerspieler entschied. Spätestens Ende der 1980er war Tai einer der führenden Snookerspieler Thailands, jedenfalls wurde er 1989 thailändischer Vize-Meister. Nach und nach sammelte er auch bei internationalen Turnieren Erfahrung, allen voran bei der Asienmeisterschaft und bei der Amateurweltmeisterschaft. Bei der Amateurweltmeisterschaft erreichte er nach einer Achtelfinalteilnahme bei der Ausgabe 1989 in den folgenden drei Jahren jeweils das Viertelfinale. Währenddessen konnte er nach einer Halbfinalteilnahme 1990 die Asienmeisterschaft 1991 gewinnen und verlor in den folgenden zwei Jahren jeweils gegen Rom Surin im Endspiel. Siegreich war er jedoch im Finale der Amateurweltmeisterschaft 1993. Als einer der führenden Spieler Asiens wurde er seit 1991 auch regelmäßig zu in Asien stattfindenden Profiturnieren eingeladen. Nachdem er bereits beim Kent Cup 1991 das Halbfinale erreicht hatte, zog er bei den Thailand Open 1994, einem Turnier mit Einfluss auf die Snookerweltrangliste, ins Achtelfinale ein. Bestärkt durch diese Erfolge wurde er 1994 selbst Profispieler.
Tais erste Profisaison bestand aus meist frühen Niederlagen, auch wenn er mit einer Hauptrundenteilnahme bei den International Open und einer Halbfinalteilnahme beim zweiten Event der WPBSA Minor Tour erste Akzente setzen konnte. Am Ende der Saison gelang ihm jedoch eine Überraschung, als er sich für die Hauptrunde der Snookerweltmeisterschaft qualifizierte. Unter anderen besiegte er Alex Higgins, der anschließend seine Karriere beendete. Nach James Wattana war er damit erst der zweite Thailänder, der sich für die WM-Hauptrunde qualifizierte. Es dauerte bis 2013, bis sich mit Dechawat Poomjaeng ein dritter Thailänder fürs Crucible Theatre qualifizierte. Tai verlor aber bereits sein Auftaktspiel in der WM-Hauptrunde gegen Willie Thorne. Auf der Weltrangliste verhalf ihm dieser Erfolg jedoch zu einer Platzierung auf Rang 171. Außerdem wurde er durch die Snooker Writers Association zum Newcomer of the Year ernannt.
In den folgenden zwei Saisons gelangen ihm jedoch abgesehen von einer Hauptrundenteilnahme bei der UK Championship 1996 kaum mehr gute Ergebnisse. Als Mitte 1997 die Zahl der Profispieler begrenzt wurde und Tai mit Weltranglistenplatz 126 zu tief für eine Qualifikation für die nächste Saison platziert war, verlor der Thailänder seinen Profistatus. Zwar versuchte sich Tai, über die WPBSA Qualifying School doch noch zu qualifizieren, dieses Vorhaben misslang aber. Bei den Asienspielen 1998 konnte Tai immerhin als Teil des thailändischen Teams eine Silber-Medaille im Snooker-Teamwettbewerb gewinnen. Allerdings kehrte er auf welchem Wege auch immer zur Saison 1998/99 auf die Profitour zurück. Seine schlechten Ergebnisse sorgten aber dafür, dass er nach nur einer Saison wieder Amateur wurde.
Im Jahr 2000 erreichte Tai das Viertelfinale der thailändischen Meisterschaft. Darüber hinaus spielte Thai auch in den folgenden Jahren regelmäßig bei thailändischen Turnieren mit. Ao gewann er zum Beispiel 2002 den Thailand Cup. Zwischen 2007 und 2016 nahm er fast jährlich an der IBSF-Senioren-Snookerweltmeisterschaft teil und erreichte unter anderem 2014 das Halbfinale und 2010 das Endspiel. 2016 und 2017 nahm er zudem an der Amateurweltmeisterschaft im Six-Red-Snooker teil, ohne aber an seine Erfolge bei der Senioren-Amateur-WM anschließen zu können. Tai ist darüber hinaus Cheftrainer des thailändischen Billardverbandes. Des Weiteren arbeitet er auch in Japan als Trainer. Im Mai 2021 infizierte er sich im Rahmen der COVID-19-Pandemie in Thailand mit SARS-CoV-2.

## Erfolge (Auswahl)
| Ausgang         | Jahr | Turnier                                | Finalgegner     | Ergebnis |
| --------------- | ---- | -------------------------------------- | --------------- | -------- |
| Amateurturniere |      |                                        |                 |          |
| Zweiter         | 1989 | Thailändische Snooker-Meisterschaft    | Udon Khaimuk    | 5:8      |
| Sieger          | 1991 | Snookerasienmeisterschaft              | Yasin Merchant  | 8:3      |
| Zweiter         | 1992 | Snookerasienmeisterschaft              | Rom Surin       | 7:8      |
| Zweiter         | 1993 | Snookerasienmeisterschaft              | Rom Surin       | 5:8      |
| Sieger          | 1993 | IBSF-Snookerweltmeisterschaft          | Rom Surin       | 11:6     |
| Zweiter         | 2010 | IBSF-Senioren-Snookerweltmeisterschaft | Philip Williams | 4:6      |